# 내가 숨쉬는 공기
《내가 숨쉬는 공기》(영어: The Air I Breathe)는 2007년 개봉한 미국의 범죄 드라마 영화이다. 인생은 4가지 감정 행복(Happiness), 기쁨(Pleasure), 슬픔(Sorrow), 사랑(Love)으로 분류되어 있다는 고대 중국의 전설에 기반한 옴니버스 형식의 서스펜스 군상극이다. 4개의 에피소드로 이루어져 있으며, 각각의 주인공의 이름은 공개되지 않는다.

## 줄거리
삶의 각 요소들은 로스앤젤레스의 도시 거리에서 네 명의 다른 사람들을 통해 그려지는데, 갱스터 핑거스(가르시아)가 이 네 명의 개인을 엮는 역할을 한다.
행복
포리스트 휘터커는 나비를 사랑하는 온순한 은행 직원으로 등장한다. 그는 우연히 지인들이 조작된 경마에 대해 이야기하는 것을 엿듣고, 도박사에게서 5만 달러를 빌려 베팅하기로 결정한다. 불행히도 그는 이 베팅에서 진다.
도박사 핑거스는 빚을 갚지 않는 사람들의 손가락을 자르는 습관 때문에 붙여진 이름이다. 핑거스는 은행 직원을 위협하고, 핑거스의 폭력배 집행자가 그를 찾아와 돈을 걷어간다. 폭력배 집행자는 은행 직원을 불쌍히 여겨 리볼버를 주고 떠난다. 절망에 빠진 은행 직원은 자신의 은행을 털고, 도주 중 움직이는 차량에 살짝 치인 뒤 건물 꼭대기로 도망친다. 포위된 경찰은 은행 직원에게 총을 버리라고 명령한다. 그는 따르지 않고 돈 가방을 지붕에서 던져버리고 경찰에게 사살된다. 그가 땅에 떨어질 때 그의 코트는 나비처럼 펼쳐진다.
기쁨
브렌던 프레이저는 비극적인 과거를 가지고 있으며 자신이 만나는 사람들의 미래를 볼 수 있는 능력을 지닌 폭력배 집행자로 등장하는데, 이 능력은 그에게 삶의 놀라움을 즐기는 즐거움을 빼앗아간다. 어렸을 때, 폭력배 집행자는 두 십대와의 길거리 싸움에서 어린 남동생을 방어해야 했다. 그는 싸움에서 이겼지만 동생이 죽어 있는 것을 발견한다. 폭력배 집행자는 영화 내내 이 장면에 대한 회상에 시달린다. 나중에 그는 핑거스의 갱단에 합류하고 주로 그의 능력 때문에 핑거스의 총애를 받는다. 그러나 그는 다소 우울한 떠오르는 팝 가수/댄서 트리스티의 미래는 볼 수 없다.
폭력배 집행자는 핑거스의 조카 토니를 돌보는 임무를 맡는다. 그는 토니가 울타리를 기어 올라가다 넘어지는 환영을 본다. 문제를 피하기 위해 그는 일하는 동안 (보호비를 징수하며) 토니를 클럽에 놔둔다. 불행히도 토니와 함께 있던 소녀 중 한 명이 마약에 취해 옆방으로 비틀거리며 들어간다. 토니가 그녀를 따라갔을 때, 그들은 총을 놓고 몸싸움을 벌이다가 나이 많은 폭력배가 총에 맞는다. 폭력배 집행자는 토니를 구출하고, 그들은 깡패들에게서 도망쳐 이전 환영에서 본 울타리 끝에 이른다. 토니는 도망가고, 폭력배 집행자가 깡패들에게 붙잡혀 심하게 구타당한 뒤 병원에서 러브 박사(베이컨)의 치료를 받는다.
슬픔
세라 미셸 겔러는 트리스티라는 예명으로 활동하는 팝 가수/댄서로 등장한다. 회상 장면에서 그녀는 어릴 적, 아버지가 '늘 함께 있겠다'고 약속한 직후 움직이는 차에 우연히 치여 사망하는 것을 목격했고, 이 상실은 그녀에게 깊은 영향을 미친다. 트리스티의 매니저는 핑거스에게 큰 빚을 지고 트리스티의 돈을 횡령하여 핑거스에게 갚지만, 그것으로는 부족하여 트리스티의 계약을 핑거스에게 넘긴다. 격분한 트리스티는 핑거스에게서 도망쳐 플레저를 만난다. 핑거스는 당연히 이미 부하들에게 그녀를 찾으라고 명령했다. 플레저는 그녀에게 동정심을 느끼고, 자신의 집이 핑거스가 그녀를 찾지 않을 유일한 곳임을 알면서도 그녀를 머물게 하여 돕는다. 그들은 연인이 되지만, 곧 핑거스가 그녀의 위치를 알아내고 플레저를 죽여 트리스티에게 더 큰 슬픔을 안겨준다. 그녀는 TV 인터뷰어(존 번솔)가 특별한 점이 무엇이냐고 물었을 때 자신의 혈액형이 Kp(a-b-)라고 밝힌다. 러브가 지나의 생명을 구하려 할 때 지나와 같은 혈액형인 그 혈액형을 찾고 있었기 때문에, TV에서 이 정보를 듣고 희망을 얻게 된다.
사랑
케빈 베이컨은 오랜 친구 지나(줄리 델피)와 관계를 맺고 있는 러브 박사로 등장한다. 그는 자신의 사랑을 고백하지 않았고, 그래서 그녀는 그의 가장 친한 친구와 결혼했다. 지나는 독사에 물려 희귀한 혈액형이 필요하다. 절망에 빠진 러브 박사는 트리스티가 인터뷰를 촬영하는 장소로 급히 달려간다. 그러나 트리스티의 조수는 트리스티가 도망치는 것을 돕는 중이다. 러브 박사가 트리스티에게 달려가자, 그녀의 보디가드들은 그가 미친 팬이라고 생각하여 그를 붙잡고, 트리스티는 우연히 넘어지면서 머리를 다쳐 병원에 입원한다. 그녀가 깨어나자 핑거스는 그녀가 임신했다는 것을 방금 알게 된 아기를 낙태해야 한다고 알린다. 사랑했던 남자에게서 남은 유일한 것인 아기를 잃게 될 것이라는 슬픔에 잠긴 그녀는 몰래 방을 나와 지붕으로 올라가 뛰어내려 자살을 시도한다. 러브 박사는 우연히 그녀를 보고 제때에 달려가 그녀가 난간에서 발을 떼는 것을 본다. 러브 박사는 그녀가 망토처럼 몸에 감고 있던 침대 시트를 잡고 그녀를 붙잡는다. 그는 그녀에게 자신이 그녀를 끌어올리려면 위로 올라와 자신의 손을 잡아야 한다고 말한다. 그녀가 그렇게 하자 영화는 지나가 구조되어 혼수상태에서 깨어나는 장면으로 전환된다. 러브 박사는 지나를 구해준 선물로 트리스티에게 자신의 차를 빌려주고 그녀는 병원을 떠난다.
결말
핑거스는 병원에서 트리스티를 찾지만, 그녀는 이미 떠났기 때문에 그의 노력은 헛수고가 된다. 트리스티가 러브의 차를 타고 도망가던 중, 그녀는 은행에서 도망치던 해피니스가 그녀의 차 앞으로 달려가는 순간 그를 살짝 친다(우리가 앞서 그의 시점에서 본 장면에서). 그녀가 교차로에 앉아 벌어진 모든 일을 받아들이는 동안, 해피니스가 건물 꼭대기에서 던진 돈 가방이 그녀의 차 지붕에 떨어진다. 영화는 트리스티가 공항에서 여행을 떠나는 장면으로 끝나는데, 돈 가방은 그녀와 아기가 핑거스에게서 벗어나 해외에서 새로운 삶을 시작하는 데 필요한 모든 재정적 지원을 제공한다.

## 등장인물
episode 1. Happiness
- 주인공 - 포리스트 휘터커 분: 성실한 은행원. 승부 경주 정보를 엿듣는 것으로부터 운명이 크게 달라진다.
- 바트 - 존 조 분: 동료. 주인공을 바보 취급하고있다.

episode 2. Pleasure
- 주인공 - 브랜던 프레이저 분 (유년기 - 제이슨 돌리 분): 핑거스의 부하.
- 토니 - 에밀 허시 분: 핑거스의 조카.
- 지영 - 켈리 후 분: 유흥 업소 여자. 플레저에게 마음이 있다.

episode 3. Sorrow
- 주인공 - 세라 미셸 겔러 분 (유년기 - 사샤 피터서 분): 인기 가수. 예명은 트리스타
- 대니 - 에번 파크 분: 보디가드
- 주인공의 아버지 - 테일러 니컬스 분: 주인공이 어릴 때 눈앞에서 차에 치여 사망.
- 앨리슨 - 세실리아 수아레스 분: 심부름꾼이자 가장 친한 친구.
- 프랭크 - 토드 스태슈윅 분: 관리자. 부채로 트리스타의 관리 권한을 핑거스에 넘겨 준다.
- 인터뷰어 - 존 번솔 분: 주인공이 불쾌한 질문을 반복한다.

episode 4. Love
- 주인공 - 케빈 베이컨 분: 러브 의사. 지나를 학생 시절부터 계속 사랑하고 있다.
- 지나 - 쥘리 델피 분: 친구의 아내. 독성 연구원. 특수 혈액형.
- 헨리 - 클라크 그레그 분: 학창 시절부터의 친구. 지나의 남편. 성형 외과 의사.

기타
- 핑거스 - 앤디 가르시아 분: 갱단의 보스. 모든 에피소드에 걸쳐 나온다.
- 에디 - 빅터 리버스 분: 핑거스의 보디가드.